# Ocultismo

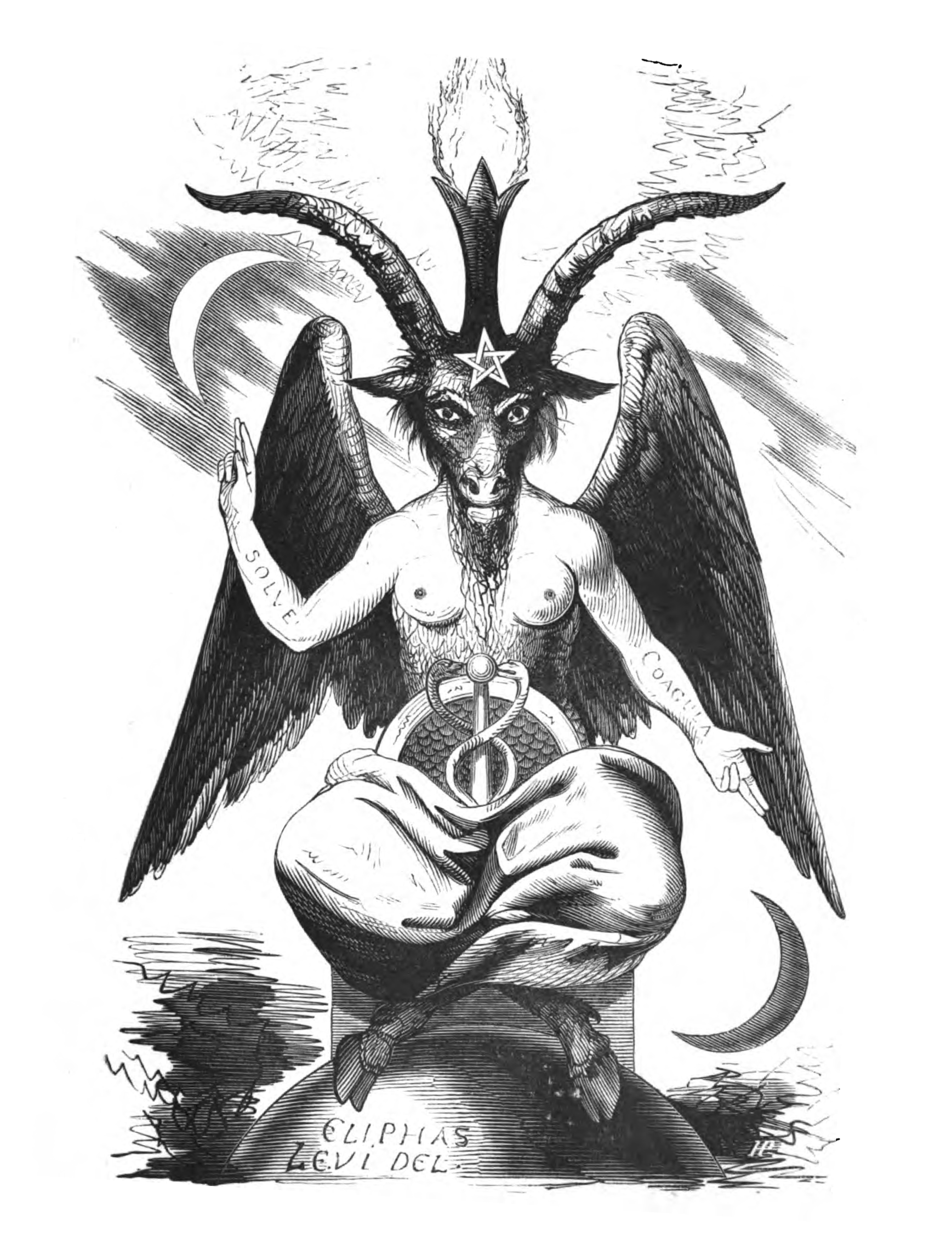
Figura de Baphomet ilustrado no livro Dogme et Rituel de la Haute Magie, de Éliphas Lévi.

Ocultismo (da palavra em latim occultus: "escondido, secreto") é "o conhecimento do oculto". No uso comum da língua inglesa, oculto refere-se ao "conhecimento do paranormal", em oposição ao "conhecimento do mensurável", geralmente referido como ciência. O termo é, por vezes, entendido como conhecimento do que "destina-se apenas a certas pessoas" ou que "deve ser mantido escondido", mas para a maioria dos praticantes ocultistas é simplesmente o estudo de uma realidade espiritual mais profunda, que se estende além da razão pura e das ciências físicas. Os termos "esotérico" e "arcano" têm significados muito semelhantes e, por vezes, são intercambiáveis.
Ele também descreve um número de organizações mágicas ou ordens, os ensinamentos e práticas ministradas por eles, e em grande parte da literatura atual e histórica e a filosofia espiritual relacionada a este assunto.
Ocultismo é um conjunto vasto, um corpo de doutrinas proveniente de uma tradição primordial que se encontraria na origem de todas as religiões e de todas as filosofias, mesmo as que, aparentemente, dele parecem afastar-se ou contradizê-lo.
O homem aqui retratado seria um completo e arquétipo, composto não apenas de corpo, mas também de emoção, razão e alma (como divide a cabala).
Segundo algumas tradições monoteístas e ocultistas, as religiões do mundo teriam sido inspiradas por uma única fonte sobrenatural. Portanto, ao estudar essa fonte chegar-se-ía à religião original. Outras tradições de orientação panteísta acreditam em milhares de fontes em razão de seus vários deuses. O hinduísmo e o xintoísmo são alguns exemplos.
Muitas vezes um ocultista é referenciado como um mago. Alguns acreditam que estes antigos Magos já conheciam a maior parte das descobertas da ciência contemporânea e até além delas, tornando estas descobertas meros achados.

## Definição
Nas ciências ocultas, a palavra oculto refere-se a um "conhecimento não revelado" ou "conhecimento secreto", em oposição ao "conhecimento ortodoxo" ou que é associado à ciência convencional. Para as pessoas que seguem aprofundando seus estudos pessoais de filosofia ocultista, o conhecimento oculto é algo comum e compreensível em seus símbolos, significados e significantes. Este mesmo conhecimento "não revelado" ou "oculto" é assim designado, por estar em desuso ou permanecer nas raízes das culturas.
Originalmente no século XIX era usado por ter sido uma tradição que teria se mantido oculta à perseguição da Igreja e da sociedade e por isso mesmo não pode ser percebido pela maioria das pessoas.
Mesmo que muitos dos símbolos do ocultismo estejam sendo utilizados normalmente e façam parte da linguagem verbal ou escrita), permanecem assim, ocultos o seu significado e seu verdadeiro sentido. Desta maneira, tudo aquilo que se chama de "ocultismo" seria uma sabedoria intocada, que poucas pessoas chegam a tomar conhecimento, pois está além da visão objetiva da maioria, ou de seu interesse. O ocultismo sempre foi concebido desde o início, como um saber acessível apenas as pessoas iniciadas (ou seja, para aquelas que passaram por uma "iniciação"; uma inserção num grupo separado do comum e do popular; ou mesmo uma espécie de batismo, onde as pessoas seriam escolhidas, então guiadas e orientadas a iniciar numa nova forma de compreender e pensar o que já se conhece, transcendendo-o).
A percepção do oculto consiste, não em acessar fatos concretos e mensuráveis, mas trabalhar com a mente e o espírito. Refere-se ao treinamento mental, psicológico e espiritual que permite o despertar de faculdades ocultas.

## Origens, influências e tradições
O ocultismo teria as suas origens em tradições antigas, particularmente, no hermetismo do antigo Egito. Ele envolve aspectos como a magia, a alquimia e a cabala.
O ocultismo tem relação com o misticismo e o esoterismo e tem influências das religiões e das filosofias orientais (principalmente Yoga, Hinduísmo, Budismo, e Taoísmo).
O ocultismo em si não é considerado uma religião, é somente o "estudo do oculto".

## História
As raízes mais antigas conhecidas do ocultismo são os mistérios do antigo Egito, relacionados com o deus Hermes ou Thoth. Essa parte do ocultismo ou doutrina é tratada no Hermetismo.
Na Idade Média, principalmente na Península Ibérica devido à presença de muçulmanos e judeus, floresceu a alquimia, ciência relacionada com a manipulação dos metais, que segundo alguns, seria na verdade uma metáfora para um processo mágico de desenvolvimento espiritual. Tanto a alquimia quanto o ocultismo receberam influência da cabala judaica, um movimento místico e esotérico pertencente ao judaísmo.
Alguns destes ocultistas medievais acabaram sendo condenados pela Inquisição, acusados de serem bruxos e terem feito pacto com o diabo. Mas existem trabalhos relacionados à cabala durante toda Idade Média. E de alquimia na Baixa Idade Média.
O ocultismo ressurgiu no século XIX, com os trabalhos de Eliphas Levi, Helena Petrovna Blavatsky, Papus, Aleister Crowley, Rudolph Steiner, Joan Grant, Edgar Cayce, Alice Bailey e outros.
A partir do século XX, a Teosofia Brasileira também tem difundido este conhecimento metafísico e iniciático.

## História recente e Ocultistas famosos
O ocultismo moderno, cujo ressurgimento deu-se principalmente ao final do século XIX, teve sua parte teórica sistematizada por Helena Petrovna Blavatsky, no que ficou conhecido como Teosofia. Além dela, também são importantes, na definição do moderno ocultismo, Eliphas Levi, S. L. MacGregor Mathers, William Wynn Westcott, Papus, Aleister Crowley, Charles Webster Leadbeater, Annie Besant, Dion Fortune, Alice Bailey, entre outros.
Eliphas Levi divide as preferências de alguns com Papus como o maior ocultista do século XIX, tendo ambos sistematizado boa parte do que hoje conhecemos como ocultismo prático moderno.
Também devemos lembrar a importância de S. L. MacGregor Mathers e da Ordem Hermética do Amanhecer Dourado ("Hermetic Order of the Golden Dawn"), responsáveis em parte pelo ressurgimento da magia ritualística, e que influenciaram fortemente a maioria dos mais conhecidos e importantes magos e ocultistas do século XX.
No século XX, destaca-se enormemente a figura de Aleister Crowley, que desenvolveu um sistema mágico, conhecido como Thelema, que deu origem e influenciou diversas escolas mágicas. Ele também escreveu uma extensa gama de livros, que figuram entre as preferências de ocultistas modernos.
Não podemos esquecer também a contribuição do não tão famoso Franz Bardon com seus poucos, mas valiosos, livros.
No Brasil, um dos principais expoentes dos estudos ocultistas, Henrique José de Souza, nasceu em Salvador, em 1883, e participou de uma série de movimentos, desde a fundação de lojas maçônicas a correntes espiritualistas como Dhâranâ, que mais tarde viria a se chamar Sociedade Brasileira de Eubiose. O Professor Henrique, como é chamado pelos membros de diversas correntes da teosofia brasileira, deixou um legado de centenas de "cartas-revelações", contendo material de cunho profundamente ocultista.

## Sociedades e Irmandades
Atualmente, as tradições relacionadas com o ocultismo são mantidas por diversas sociedades e irmandades secretas ou abertas, cuja admissão ocorre por meio de uma iniciação, que é um ritual de aceitação. Esse ritual tem como fundamento uma suposta nova vida que a pessoa deverá alcançar com a iniciação, ela morre simbolicamente e renasce para a vida que passará a ter como um membro adepto.

## Ocultistas famosos
- Aleister Crowley
- Alice Bailey
- Annie Besant
- Anton Szandor LaVey
- Arnold Krumm-Heller
- Carl Kellner
- Cagliostro
- Conde de St. Germain
- Charles Webster Leadbeater
- Dion Fortune
- Eliphas Levi
- Fernando Pessoa
- Franz Bardon
- João Cruz
- G.I.Gurdjieff
- Helena Petrovna Blavatsky
- Henrique José de Souza
- John Dee
- Jimmy Page
- Mesmer
- Papus
- Paschal Beverly Randolph
- Peter J. Carroll
- Samael Aun Weor
- Rabolú

## Leituras sugeridas
- O Grande Arcano, Eliphas Levi. Editora Pensamento. São Paulo.
- História da Magia, Eliphas Levi. Editora Pensamento. São Paulo.
- Dogma e Ritual da Alta Magia, Eliphas Levi. Editora Pensamento. São Paulo.
- Aspectos do Ocultismo, Dion Fortune. Editora Pensamento. São Paulo.
- A Doutrina Secreta, H.P.Blavatsky. Editora Pensamento. São Paulo.
- Sistemagia, Adriano Camargo Monteiro. Madras Editora. São Paulo.
- Magia Hermética, Israel Regardie. Madras Editora. São Paulo.
- O Livro de Thoth, Aleister Crowley. Madras Editora. São Paulo.
- ABC do Ocultismo, Papus. Editora Martins Fontes. São Paulo.
- Magia Sexualis, P.B.Randolph. Editora Tahyu. São Paulo.
- Experiências Práticas de Ocultismo, J.H. Brennan. Editora Ediouro. São Paulo.
- Ocultismo e Eubiose, Laurentus. Henrique José de Souza. Sociedade Brasileira de Eubiose.